# Championnat du Japon de football de deuxième division 2018
Navigation
J2 League 2017 J2 League 2019
Le Championnat du Japon de football de deuxième division 2018 est la 20e édition de la J2 League. Le championnat a débuté le 25 février 2018 et s'est achevé le 17 novembre 2018.
Les deux meilleurs du championnat sont promus en J.League 2019.

## Les clubs participants
Les équipes classées de la 4e à la 21e place de la J2 League 2017, les 16e, 17e et 18e de J.League 2017 et le 2e de J3 League 2017 participent à la compétition.
| Club                      | Dernière montée | Ville      | Classement 2017 | Entraîneur            | Depuis | Stade                         | Capacité | Nombre de saisons |
| ------------------------- | --------------- | ---------- | --------------- | --------------------- | ------ | ----------------------------- | -------- | ----------------- |
| Ventforet Kōfu            | 2018            | Kōfu       | 16e             | Nobuhiro Ueno         | 2018   | Kose Sports Park Stadium      | 17 000   | 11                |
| Albirex Niigata           | 2018            | Niigata    | 17e             | Koichiro Katafuchi    | 2018   | Stade Denka                   | 42 300   | 6                 |
| Omiya Ardija              | 2018            | Saitama    | 18e             | Masatada Ishii        | 2017   | Stade du parc Omiya           | 15 500   | 8                 |
| Avispa Fukuoka            | 2017            | Fukuoka    | 4e              | Masami Ihara          | 2015   | Level5 Stadium                | 22 563   | 13                |
| Tokyo Verdy               | 2009            | Tokyo      | 5e              | Miguel Ángel Lotina   | 2017   | Stade Ajinomoto               | 50 000   | 11                |
| JEF United Ichihara Chiba | 2010            | Ichihara   | 6e              | Juan Eduardo Esnáider | 2016   | Fukuda Denshi Arena           | 19 781   | 9                 |
| Tokushima Vortis          | 2015            | Tokushima  | 7e              | Ricardo Rodríguez     | 2016   | Pocarisweat Stadium           | 17 924   | 12                |
| Matsumoto Yamaga FC       | 2016            | Matsumoto  | 8e              | Yasuharu Sorimachi    | 2012   | Matsumoto Stadium             | 20 000   | 6                 |
| Oita Trinita              | 2017            | Ōita       | 9e              | Tomohiro Katanosaka   | 2016   | Stade d'Oita                  | 40 000   | 11                |
| Yokohama FC               | 2008            | Yokohama   | 10e             | Edson Tavares         | 2017   | Nippatsu Mitsuzawa Stadium    | 15 046   | 16                |
| Montedio Yamagata         | 2016            | Yamagata   | 11e             | Takashi Kiyama        | 2017   | Stade du parc Yamagata        | 20 315   | 16                |
| Kyoto Sanga FC            | 2011            | Kyoto      | 12e             | Boško Đurovski        | 2018   | Nishikyogoku Athletic Stadium | 20 588   | 12                |
| Fagiano Okayama           | 2009            | Okayama    | 13e             | Tetsu Nagasawa        | 2015   | City Light Stadium            | 20 000   | 9                 |
| Mito HollyHock            | 2000            | Mito       | 14e             | Shigetoshi Hasebe     | 2018   | Stade Mito                    | 12 000   | 18                |
| Ehime FC                  | 2006            | Matsuyama  | 15e             | Kenta Kawai           | 2018   | Ningineer Stadium             | 20 000   | 12                |
| FC Machida Zelvia         | 2016            | Machida    | 16e             | Naoki Soma            | 2014   | Machida Stadium               | 8 000    | 4                 |
| Zweigen Kanazawa          | 2015            | Kanazawa   | 17e             | Masaaki Yanagishita   | 2017   | Ishikawa Athletics Stadium    | 20 261   | 4                 |
| FC Gifu                   | 2008            | Gifu       | 18e             | Takeshi Oki           | 2017   | Gifu Nagaragawa Stadium       | 26 109   | 10                |
| Kamatamare Sanuki         | 2014            | Takamatsu  | 19e             | Makoto Kitano         | 2010   | Pikara Stadium                | 30 099   | 5                 |
| Renofa Yamaguchi FC       | 2016            | Yamaguchi  | 20e             | Masahiro Shimoda      | 2018   | Ishin Me-Life Stadium         | 15 115   | 3                 |
| Roasso Kumamoto           | 2008            | Kumamoto   | 21e             | Hiroki Shibuya        | 2018   | Stade Egao Kenkō              | 32 000   | 10                |
| Tochigi SC                | 2018            | Utsunomiya | 2e              | Yuji Yokoyama         | 2018   | Tochigi Green Stadium         | 18 025   | 7                 |

- Relégué de la J1 League 2017
- Promu de la J3 League 2017

### Localisation des clubs
| \| Clubs du Grand Tokyo · Mito HollyHock (Ibaraki) · Yokohama FC (Kanagawa) · Tokyo Verdy (Tokyo) · JEF United Ichihara Chiba (Chiba) · FC Machida Zelvia (Tokyo) · Ventforet Kōfu (Yamanashi) · Omiya Ardija (Saitama) · Tochigi SC (Saitama) Grand Tokyo Matsumoto Yamaga FC Ehime FC Albirex Niigata Kyoto Sanga FC Avispa Montedio Yamagata Renofa Oita Trinita Roasso Kumamoto FC Gifu Tokushima Vortis Fagiano Okayama Kamatamare Zweigen Kanazawa \| Localisation des clubs engagés dans le championnat. |
| Clubs du Grand Tokyo · Mito HollyHock (Ibaraki) · Yokohama FC (Kanagawa) · Tokyo Verdy (Tokyo) · JEF United Ichihara Chiba (Chiba) · FC Machida Zelvia (Tokyo) · Ventforet Kōfu (Yamanashi) · Omiya Ardija (Saitama) · Tochigi SC (Saitama) Grand Tokyo Matsumoto Yamaga FC Ehime FC Albirex Niigata Kyoto Sanga FC Avispa Montedio Yamagata Renofa Oita Trinita Roasso Kumamoto FC Gifu Tokushima Vortis Fagiano Okayama Kamatamare Zweigen Kanazawa                                                           |

| Clubs du Grand Tokyo · Mito HollyHock (Ibaraki) · Yokohama FC (Kanagawa) · Tokyo Verdy (Tokyo) · JEF United Ichihara Chiba (Chiba) · FC Machida Zelvia (Tokyo) · Ventforet Kōfu (Yamanashi) · Omiya Ardija (Saitama) · Tochigi SC (Saitama) Grand Tokyo Matsumoto Yamaga FC Ehime FC Albirex Niigata Kyoto Sanga FC Avispa Montedio Yamagata Renofa Oita Trinita Roasso Kumamoto FC Gifu Tokushima Vortis Fagiano Okayama Kamatamare Zweigen Kanazawa |

## Compétition

### Classement
Source : CLASSEMENT J.LEAGUE DIVISION 2 2018 sur transfermarkt.fr
| Rang | Équipe                    | Pts | J  | G  | N  | P  | Bp | Bc | Diff |
| ---- | ------------------------- | --- | -- | -- | -- | -- | -- | -- | ---- |
| 1    | Matsumoto Yamaga FC       | 77  | 42 | 21 | 14 | 7  | 54 | 34 | +20  |
| 2    | Oita Trinita              | 76  | 42 | 23 | 7  | 12 | 76 | 51 | +25  |
| 3    | Yokohama FC               | 76  | 42 | 21 | 13 | 8  | 63 | 44 | +19  |
| 4    | FC Machida Zelvia         | 76  | 42 | 21 | 13 | 8  | 62 | 44 | +18  |
| 5    | Omiya Ardija R            | 71  | 42 | 21 | 8  | 13 | 65 | 48 | +17  |
| 6    | Tokyo Verdy               | 71  | 42 | 19 | 14 | 9  | 56 | 41 | +15  |
| 7    | Avispa Fukuoka            | 70  | 42 | 19 | 13 | 10 | 58 | 42 | +16  |
| 8    | Renofa Yamaguchi FC       | 61  | 42 | 16 | 13 | 13 | 63 | 64 | -1   |
| 9    | Ventforet Kōfu R          | 59  | 42 | 16 | 11 | 15 | 58 | 46 | +12  |
| 10   | Mito HollyHock            | 57  | 42 | 16 | 9  | 17 | 48 | 46 | +2   |
| 11   | Tokushima Vortis          | 56  | 42 | 16 | 8  | 18 | 48 | 42 | +6   |
| 12   | Montedio Yamagata         | 56  | 42 | 14 | 14 | 14 | 49 | 51 | -2   |
| 13   | Zweigen Kanazawa          | 55  | 42 | 14 | 13 | 15 | 52 | 48 | +4   |
| 14   | JEF United Ichihara Chiba | 55  | 42 | 16 | 7  | 19 | 72 | 72 | 0    |
| 15   | Fagiano Okayama           | 53  | 42 | 14 | 11 | 17 | 39 | 43 | -4   |
| 16   | Albirex Niigata R         | 53  | 42 | 15 | 8  | 19 | 48 | 56 | -8   |
| 17   | Tochigi SC P              | 50  | 42 | 13 | 11 | 18 | 38 | 48 | -10  |
| 18   | Ehime FC                  | 48  | 42 | 12 | 12 | 18 | 34 | 52 | -18  |
| 19   | Kyoto Sanga FC            | 43  | 42 | 12 | 7  | 23 | 40 | 58 | -18  |
| 20   | FC Gifu                   | 42  | 42 | 11 | 9  | 22 | 44 | 62 | -18  |
| 21   | Roasso Kumamoto           | 34  | 42 | 9  | 7  | 26 | 50 | 79 | -29  |
| 22   | Kamatamare Sanuki         | 31  | 42 | 7  | 10 | 25 | 28 | 72 | -44  |

|  | Promu en J1 League 2019                                   |
|  | Barrages de promotion en J1 League                        |
|  | Barrages de relégation en J3 League                       |
|  | Relégué en J3 League 2019                                 |
|  | P : Promu de J3 League 2017 R : Relégué de J1 League 2017 |

## Barrage promotion
Un Quart de finale oppose le 5e contre le 6e le vainqueur affronte le 3e et une finale contre le 16e dont le vainqueur de cette confrontation se maintient ou monte en J.League 2019

### Quart de finale
| 25 novembre 2018 | Omiya Ardija              | 0 - 1   | Tokyo Verdy     | Stade du parc Omiya, Saitama                        |                                                     |
| 5h00             |                           | (0 - 0) | 71e Taira       | Spectateurs : 11 858 Arbitrage : Hiroyoshi Takayama | Spectateurs : 11 858 Arbitrage : Hiroyoshi Takayama |
| 5h00             | Sakai 70e · Kikuchi 90+3e | Rapport | 18e, 59e Uchida | Spectateurs : 11 858 Arbitrage : Hiroyoshi Takayama | Spectateurs : 11 858 Arbitrage : Hiroyoshi Takayama |

### Demi-finale
| 2 décembre 2018 | Yokohama FC                 | 0 - 1   | Tokyo Verdy                                             | NHK Spring Mitsuzawa Football Stadium, Yokohama |                                                |
| 5h00            |                             | (0 - 0) | 90+6e Vieira                                            | Spectateurs : 12 625 Arbitrage : Hajime Matsuo  | Spectateurs : 12 625 Arbitrage : Hajime Matsuo |
| 5h00            | Jong-a-Pin 14e · Nagata 69e | Rapport | 23e Inoue · 62e Kajikawa · 90+4e Vieira · 90+7e Leandro | Spectateurs : 12 625 Arbitrage : Hajime Matsuo  | Spectateurs : 12 625 Arbitrage : Hajime Matsuo |

### Finale
| 8 décembre 2018 | Júbilo Iwata                   | 2 - 0   | Tokyo Verdy             | Stade Yamaha, Iwata                             |                                                 |
| 6h00            | Ogawa 41e (pen.) · Taguchi 80e | (1 - 0) |                         | Spectateurs : 14 588 Arbitrage : Masaaki Iemoto | Spectateurs : 14 588 Arbitrage : Masaaki Iemoto |
| 6h00            | Ominami 55e                    | Rapport | 43e Kajikawa · 90+3e Ri | Spectateurs : 14 588 Arbitrage : Masaaki Iemoto | Spectateurs : 14 588 Arbitrage : Masaaki Iemoto |

## Statistiques

### Meilleurs buteurs
|                    | Buteur            | Club                      | Buts | MJ |
| ------------------ | ----------------- | ------------------------- | ---- | -- |
| Médaille d'or      | Genki Omae        | Omiya Ardija              | 24   | 41 |
| Médaille d'argent  | Ado Onaiwu        | Renofa Yamaguchi FC       | 22   | 42 |
| Médaille de bronze | Takayuki Funayama | JEF United Ichihara Chiba | 19   | 39 |
| 4                  | Ibba Laajab       | Yokohama FC               | 17   | 39 |
| 5                  | Douglas Vieira    | Tokyo Verdy               | 13   | 39 |
| 6                  | Mateus            | Omiya Ardija              | 12   | 40 |
| 7                  | Yuki Nakashima    | FC Machida Zelvia         | 12   | 42 |
| 8                  | Noriaki Fujimoto  | Oita Trinita              | 12   | 26 |
| 9                  | Seigo Kobayashi   | Montedio Yamagata         | 12   | 34 |
| 10                 | Masashi Oguro     | Tochigi SC                | 12   | 40 |